# Ulrich Laufs
Ulrich Laufs (* 6. Dezember 1969 in Göttingen) ist ein deutscher Kardiologe und Wissenschaftler am Universitätsklinikum Leipzig.

## Leben
Nach Abitur 1988 am Sankt-Ansgar Gymnasium in Hamburg studierte Laufs von 1988 bis 1990 mit Förderung der Studienstiftung des deutschen Volkes Philosophie und Humanmedizin an der Ruhr-Universität Bochum und ab 1990 Medizin an der Universität Hamburg. 1995 promovierte er am Institut für Pharmakologie der Universität Hamburg mit der Arbeit „Lokalisation von G Proteinen im Herzen durch in-situ Hybridisierung“. Nach Tätigkeit als Arzt im Praktikum an der Klinik III für Innere Medizin der Universität zu Köln bei Erland Erdmann ging er mit Förderung der Deutschen Forschungsgemeinschaft von 1996 bis 1998 als Postdoktorand an die Cardiovascular Division, Brigham & Women’s Hospital and Harvard Medical School, Boston, USA; Labor James K. Liao und Peter Libby. Ab 2000 war Laufs an der Klinik für Innere Medizin III des Universitätsklinikums des Saarlandes unter Leitung von M. Böhm tätig und erwarb die Gebietsbezeichnungen Facharzt für Innere Medizin (2003), Kardiologie (2005), Angiologie (2007) und Internistische Intensivmedizin (2009). 2004 habilitierte er sich mit dem Thema „Kardiovaskuläre Bedeutung von Rho GTPasen“ und wurde 2008 auf die Professur für Klinisch-Experimentelle Medizin der Universität des Saarlandes berufen. Laufs hat seit 2017 die W3-Professur für Kardiologie der Universität Leipzig und ist Direktor der Klinik und Poliklinik für Kardiologie  am Universitätsklinikum Leipzig.

## Wirken
Laufs’ Arbeitsgruppe befasst sich vor allem mit der Prävention von Herz- und Kreislauferkrankungen. Besondere Schwerpunkte sind dabei experimentelle und klinische Studien zu Lipiden, Lipoproteinen, Fettstoffwechsel, Endothelfunktion und körperliche Aktivität. Die Arbeitsgruppe ist an zahlreichen Untersuchungen zum Einsatz neuer Behandlungsmethoden und Medikamente beteiligt.

## Auszeichnungen (Auswahl)
| Jahr | Auszeichnung                                                       |
| ---- | ------------------------------------------------------------------ |
| 1998 | Young Investigator Award, American College of Cardiology           |
| 1998 | Oskar-Lapp Preis, Deutsche Gesellschaft für Kardiologie            |
| 1999 | Young Master’s Preis der Deutschen Gesellschaft für Innere Medizin |
| 2002 | Paul-Martini-Preis der Paul-Martini-Stiftung                       |
| 2007 | Albert-Fraenkel-Preis der Deutschen Gesellschaft für Kardiologie   |